# Claudiu Niculescu
Claudiu Iulian Niculescu (ur. 23 czerwca 1976 w Slatinie) – rumuński piłkarz, a następnie trener piłkarski.

## Kariera klubowa
Już w pierwszym sezonie w Dinamo Bukareszt zdobył tytuł mistrza Rumunii. Następny sezon dla Dinamo był już mniej udany i przeniósł się do włoskiej Genoi. Jednak zaledwie był piłkarzem tego klubu tylko pół roku i wrócił do Dinamo Bukareszt i znowu zdobył tytuł mistrza Rumunii. W sezonie 2006/2007 stał się najlepszym strzelcem ligi strzelając 18 bramek. Był też drugim strzelcem Pucharu UEFA strzelając 8 bramek. 25 lipca 2010 zadebiutował w Universitatei Kluż-Napoce w przegranym meczu 2:1 ze Steauą Bukareszt, jednak w tym meczu też strzelił swojego pierwszego gola dla tej drużyny.

## Kariera reprezentacyjna
W reprezentacji Rumunii zadebiutował 27 marca 2002 w wygranym 4:1 meczu towarzyskim z reprezentacją Ukrainy. W reprezentacji rozegrał łącznie 8 meczów.